# Sympetrum dilatatum
Sympetrum dilatatum är en trollsländeart som först beskrevs av Philip Powell Calvert 1892.  Sympetrum dilatatum ingår i släktet ängstrollsländor, och familjen segeltrollsländor. IUCN kategoriserar arten globalt som otillräckligt studerad. Inga underarter finns listade i Catalogue of Life.